# اچ‌ام‌اس پرکیس (زد۲۸۵)
اچ‌ام‌اس پرکیس (زد۲۸۵) (به انگلیسی: HMS Precise (Z285)) یک کشتی بود که طول آن ۱۹۴ فوت ۶ اینچ (۵۹٫۲۸ متر) بود. این کشتی در سال ۱۹۴۴ ساخته شد.